# Louis Drax kilencedik élete
Louis Drax kilencedik élete (eredeti címén: The 9th Life of Louis Drax) 2016-ban bemutatott amerikai-kanadai-brit természetfeletti thriller, melyet Alexandre Aja rendezett Liz Jensen azonos című regénye alapján. A főszereplők Jamie Dornan, Sarah Gadon, Aiden Longworth, Oliver Platt, Molly Parker, Julian Wadham, Jane McGregor, Barbara Hershey és Aaron Paul.
Az Amerikai Egyesült Államokban és az Egyesült Királyságban egyaránt 2016. szeptember 2-án mutatták be. Magyarországon DVD-n jelent meg 2017 októberében.

## Cselekmény
Louis Drax kilencéves kisfiú, aki a film elején végignarrálja eddigi, szörnyű balesetektől tarkított életét. Köztük a legutolsót, amikor egy családi piknik során lezuhan egy sziklaszirtről. Ő maga sem tudja megmagyarázni, hogy ez hogy történt. Néhány visszaemlékezésén keresztül láthatjuk, ahogy beszélget Dr. Perezzel, a pszichiáterrel. A doktornál töltött terápiák során Louis számos furcsaságról számol be: mint például hogy nem bízik a férfiakban, és hogy túlkoros hörcsögeit rendszeresen megöli, úgynevezett "rendelkezési jogra" hivatkozva. Perez arra gyanakszik, hogy a fiúnak valamilyen rejtett problémája van az apjával, Peterrel. Visszaemlékezésekben azt is láthatjuk, hogy Peter és Louis anyja, Natalie között már régóta feszült volt a viszony, például láthatjuk azt is, ahogy az asszony látszólag minden ok nélkül kiborul attól, hogy Peter véletlenül találkozott az exnejével. Bár az orvos megígéri a fiúnak, hogy köti a titoktartás, aggodalmait mégis közli Natalie-val, ami miatt a nő többé nem hajlandó őt hozzá vinni, mert azt hiszi, hogy beleszól a házasságába.
A jelenbe visszatérve egy orvos halottnak nyilvánítja a súlyosan sérült fiút. Már éppen vinnék a hullaházba, amikor életjeleket kezd el produkálni – igaz, kómába esik. Peter, aki rejtélyes módon eltűnik, a baleset első számú gyanúsítottja. Louis esete felkelti a neves specialista, Dr. Allan Pascal figyelmét. A fiú ügyét kiemelt figyelemmel kezdi el kezelni, és közben összemelegszik Natalie-val is, annak ellenére, hogy házas ember. Amikor egy alkalommal megcsókolja a nőt, Louis váratlanul felébred a kómából, de csak annyit mond: "az apám", majd visszazuhan a katatón állapotba.
Eközben Natalie és Allan figyelmeztető leveleket kapnak, hogy hagyják békén egymást, amelyeket szemlátomást Louis írt – csakhogy ez lehetetlen. Dalton nyomozó elmélete, hogy ezeket Peter írta, ezért mindenkit írástesztnek vet alá. Natalie-t a kórház egyik orvosoknak fenntartott szobájában helyezik el biztonsági okokból. Dalton figyelmezteti Allant, hogy maradjon távol Natalie-tól, mert nemcsak hogy nem Peter a gyerek igazi apja, de a fiút örökbe akarta adni nem sokkal azután, hogy megszületett. Natalie bevallja neki, hogy Louis egy nemi erőszak eredményeként született, majd nem sokkal ezután szeretkeznek.
Louist meglátogatja a kórházban a nagyanyja, Peter anyja, Violet. Látván, hogy mi van Natalie és a doktor között, figyelmezteti őt, hogy a nő manipulatív és hazudozó. Nem sokkal később megérkezik Dalton, és közli a rossz hírt: megtalálták Peter holttestét, ugyanannál a sziklánál, egy barlangba sodródva, ahol már néhány napja hevert.
Míg ezek a dolgok történnek, Louis szemlátomást mindent hall és észlel a külvilágból. Érzéseit és tapasztalatait a csupa moszat és hínár borította Víziószörnnyel osztja meg, akit a képzeletében lát. Ő ad neki tanácsokat és vigasztalja. Egy alkalommal, amikor elalszik Louis ágya mellett, Allan is látja őt, de azt hiszi, káprázik a szeme. Louis egy barlangban találkozik újra Víziószörnnyel, akiről kiderül, hogy ő Peter álombeli megtestesülése. Peter nagyon szereti a fiút és törődik vele, és Louis nem is akarja őt otthagyni – azt kívánja, bár ő lenne az igazi apja.
Egy nap Allan a fiú mellett bóbiskolva alvajárni kezd, és receptet ír álmában – Louis kézírásával. A recept halálos adag inzulint és kloroformot tartalmaz, Natalie nevére kiállítva. A rendőrség nem gyanúsítja meg, de nagyon furcsának találják az esetet, miközben Allan úgy hiszi, Louis valahogy kommunikál vele az álmain keresztül. Mikor kiderül, hogy a fenyegető leveleken is stimmel a kézírás, Allan úgy dönt, segítséget kér és Dr. Perezhez fordul. A pszichiáter egy különleges technikával leviszi a férfit a tudatalattijába, és először vele kezd el beszélgetni, majd Louisszal.
Louis elmeséli Allanen keresztül, mi is történt azon a bizonyos napon. Natalie cukorkát akart adni a fiúnak, de Peternek nem akart belőle adni, ami Peternek felettébb gyanús lett, és amikor emiatt kérdőre vonta őt, vitatkozni kezdtek. Louis egy szikla széléig szalad, nyomában Natalie és Peter. Peter próbálta volna visszahúzni a fiút, de a vita hevében Natalie letaszította őt a szikláról. Louis ezt látván úgy döntött, hogy hátrálni kezd a szakadék irányába, és kvázi öngyilkosságot követ el, hogy ezzel az anyja kedvére tegyen. Miután ezt elmondja, Louis meghal, és újra kell éleszteni.
Kiderül, hogy Louis minden súlyos balesetéért és életveszélyes állapotáért az anyja a felelős. Képes volt a fiát mérgezett cukorkával és étellel etetni, megrázni őt árammal, vagy fojtogatni egy párnával. Nem sokkal később Allan doktor elhagyja a feleségét, de Natalie elmegyógyintézetbe kerül. Mint kiderül, Münchhausen-szindrómában szenved, azért bántotta a fiát, mert egyszerre szerette és gyűlölte őt, és azáltal, hogy bántotta, figyelmet tudott magának kizsarolni. Egy idő után, mikor nem bántotta, az anyja szeretetéért a fiú is elkezdte kínozni magát. Ráadásul kiderül, hogy a nő Allan gyerekével terhes.
Az epilógusban Louis monológját hallhatjuk, akit nagyon bánt, hogy az anyja volt vele ilyen gonosz, és inkább örökre kómában maradna, mert akkor az apjával lehetne. Peter ezzel szemben arra bátorítja, hogy a világ szép, fel kell még nőnie és élnie az életét, és hogy mindig vele lesz. A film legutolsó kockáin Louis kinyitja a szemét.

## Szereposztás
| Szerep                   | Színész         | Magyar hang (1. szinkron, 2016) |
| ------------------------ | --------------- | ------------------------------- |
| Louis Drax               | Aiden Longworth | Gergely Attila                  |
| Natalie Drax             | Sarah Gadon     | Balsai Móni                     |
| Peter Drax / Víziószörny | Aaron Paul      | Szabó Máté                      |
| Dr. Allan Pascal         | Jamie Dornan    | Szatory Dávid                   |
| Dr. Perez                | Oliver Platt    | Csankó Zoltán                   |
| Dalton nyomozó           | Molly Parker    | Németh Kriszta                  |
| Doktor Janek             | Julian Wadham   | Csernák János                   |
| Sophie                   | Jane McGregor   | Huszárik Kata                   |
| Violet Drax, Peter anyja | Barbara Hershey | Andresz Kati                    |